# Mers El Kébir
Mers El Kebir là một đô thị thuộc tỉnh Oran, Algérie. Dân số thời điểm năm 2002 là 14.167 người.